# Pirttijärvi (sjö i Parkano, Birkaland)
Pirttijärvi är en sjö i kommunen Parkano i landskapet Birkaland i Finland. Sjön ligger 155,1 meter över havet. Arean är 79 hektar och strandlinjen är 4,96 kilometer lång. Sjön  ingår i Kumo älvs huvudavrinningsområde.   Den ligger omkring 82 km nordväst om Tammerfors och omkring 240 km nordväst om Helsingfors. 